# Intelsat 19
Intelsat 19 ist ein Fernsehsatellit des Satellitenbetreibers Intelsat.
Er wurde am 1. Juni 2012 um 5:23 Uhr UTC von einer Zenit-3SL-Trägerrakete von der Seeplattform „Odyssey“ im Pazifik in eine geostationäre Umlaufbahn gebracht.
Der dreiachsenstabilisierte Satellit ist mit 34 Ku-Band- und 24 C-Band-Transpondern ausgerüstet und soll auf der Position 166° Ost Intelsat 8 ergänzen, der bis 2019 in Dienst bleiben soll. Intelsat 19 soll von seiner Position aus den Westen Nordamerikas, Australien, Neuseeland und zahlreiche Inseln im Pazifik sowie Südostasien und Japan mit Bild- und Datendiensten versorgen. Er wurde auf Basis des 1300E-Satellitenbus von Space Systems/Loral (SS/L) aus Palo Alto in den USA gebaut und besitzt eine geplante Lebensdauer von 18 Jahren. Zuerst konnte nur einer der beiden Solarzellenausleger von Intelsat 19 entfaltet werden, was erhebliche Einbußen bei der Leistungsfähigkeit des Satelliten bedeuten würde. Der zweite Solarzellenflügel hat sich am 12. Juni 2012 entfaltet. Er liefert jedoch nur etwa die Hälfte der Energiemenge, die er liefern sollte.
Am 19. Dezember 2012  wurde bekannt, dass selten zusammentreffende Bedingungen bei der Produktion der Solarzellenflügel dafür verantwortlich sind, dass während des Aufstiegs der Rakete (noch vor der Abtrennung der Nutzlastverkleidung) ein Ereignis auftrat, das zur Beschädigung eines Solarzellenflügels führte.